# Nicolas Todt
Nicolas Todt (Le Chesnay, Yvelines, 17 de noviembre de 1977) es un mánager de pilotos de automovilismo francés, hijo del expresidente de la FIA, Jean Todt.
En 2003 fundó la empresa All Road Management, con la cual ha representado a Felipe Massa, Pastor Maldonado, James Calado, Charles Leclerc, José María López, entre otros. Es además fundador de ART Grand Prix, equipo formador de conductores como Lewis Hamilton, Nico Rosberg, Sebastian Vettel, Valtteri Bottas o Nico Hülkenberg, del cual se desvinculó a fines de 2018.